# Prague (Oklahoma)
Prague je město v okrese Lincoln v centrální části amerického státu Oklahoma. V roce 2000 mělo 2138 obyvatel. Rozloha je 4,6 km², vše z toho souš.

## Dějiny
Prague byl založen českými přistěhovalci, kteří město pojmenovali po Praze. Každou první květnovou sobotu se zde koná Kolache Festival, při kterém se oslavuje kultura přivezená ze staré vlasti. Více se o městu můžete dozvědět v Pragueském historickém muzeu na Jim Thorpe Boulevard. Jim Thorpe je olympijský vítěz a tedy nejslavnější obyvatel města. Díky katolickému charakteru města je Prague domovem turisticky populární Národní svatyně Jezulátka.
V roce 2013 zde došlo k zemětřesení stupně 5,7 Richterovy stupnice. Obešlo se bez obětí na životech (pouze 2 ranění), ale poškodilo značnou část infrastruktury města a zcela zničilo 14 domů. Příčina zemětřesení nebyla dosud jednoznačně určena. Oklahomská geologická služba oznámila, že zemětřesení bylo způsobené přirozenými geologickými příčinami. Seismoložka Katie Karanen z Oklahomské univerzity označila za příčinu zemětřesení těžbu ropy metodou hydraulického štěpení (tzv. frakování) z nedalekého ložiska.
Podobně silné zemětřesení, a sice o síle 5,1, zde bylo zaznamenáno i 2.2.2024. Epicentrum leželo asi 8 km severozápadně.

## Demografie
Podle sčítání lidu z roku 2000 zde žilo 2138 obyvatel, 567 rodin a bylo zde 864 domácností. Celkový počet domů 177. Hustota osídlení byla 464,8 ob./km².
Rasové rozdělení bylo následující:
- 83,07% běloši
- 3,70 % černoši
- 9,92 % američtí indiáni
- 0,33 % Asiaté
- 0,09 % jiná rasa
- 2,90 % dvě a více ras.

Hispánců bez ohledu na rasu bylo 1,12 % populace.
Z celkového počtu 864 domácností jich 31,9 % mělo dítě mladší 18 let, 49,9 % byly páry žijící spolu, 11,6 % domácností bylo s ženskou hlavou rodiny bez přítomnosti manžela a 34,3 % domácností nebylo obýváno rodinami. 30,9 % všech domácností tvořili jednotlivci a 17,0 % lidé starší 65 let, kteří žili sami. Na průměrnou domácnost vycházelo 2,34 členů a na průměrnou rodinu 2,91 členů. 25,3 % populace mělo méně než 18 let, 55,3 % bylo ve věku 18-64, 19,4 % bylo 65 let a více. Průměrný věk 39 let.
 Medián příjmů na domácnost činil 26 779 dolarů, na rodinu 32 137 dolarů, u mužů to bylo 24 083 dolarů na hlavu a u žen 19 438 dolarů. Pod hranicí chudoby žilo 17,0 % domácností a 11,3 % rodin, 17,4 mladších 18 let a 15,9 % nad 64 let.